# Ernst Sundström
Ernst Sundström, född 14 oktober 1904 i Ytterby socken, död 12 februari 1948 i en flygolycka vid Ulrichstein, var en svensk ingenjör, ämbetsman och politiker.
Ernst Sundström var son till förste verkmästaren Jakob Sundström. Efter studentexamen 1923 i Karlstad studerade han vid Tekniska högskolan, varifrån han utexaminerades 1928. 1919–1938 var han biträdande vägingenjör i Västerbottens län, Värmlands län, och Jämtlands län och inträdde därefter i Kommunikationsdepartementet, där han 1938–1943 var förste byråingenjör och 1943–1944 byråchef för tekniska ärenden, varpå han 1945–1947 var avdelningschef vid Statens arbetsmarknadskommission och från 1947 till sin död förordnad som sakkunnig i bränslefrågor i Folkhushållningsdepartementet. Sundström var flitigt anlitad i statligt utredningsarbete. Sålunda var han bland annat sekreterare hos utredningen rörande den tekniskt-vetenskapliga forskningen 1940–1945 och ledamot av investeringsutredningen 1943–1945, av utredningarna angående jordbrukets mekaniska forskning 1944 och beträffande Väg- och vattenbyggnadsstyrelsens omorganisation 1944–1946 samt tillhörde 1942 års vägsakkunniga. Han var sekreterare hos styrelsen för Svenska träforskningsinstitutet 1942–1944 och ledamot av direktionen för Statens geotekniska institut 1943–1944 samt svensk representant i FN:s ekonomiska kommission för Europa (ECE):s industri- och råvarukommitté 1947 och i ECE:s trävarukommitté 1948. Sundström var även aktiv inom Folkpartiet, sekreterare i Folkpartiets ungdomsförbund 1942–1944, ordförande i Folkpartiets Stockholmsavdelnings arbetsutskott från 1947 och stadsfullmäktig i Stockholm från 1946. Vid andrakammarvalet 1944 stod han som personlig suppleant för partiordföranden Bertil Ohlin.